# Вілла-Коллемандіна
Вілла-Коллемандіна (італ. Villa Collemandina) — муніципалітет в Італії, у регіоні Тоскана,  провінція Лукка.
Вілла-Коллемандіна розташована на відстані близько 310 км на північний захід від Рима, 85 км на північний захід від Флоренції, 37 км на північ від Лукки.
Населення — 1354 особи (2014).
Щорічний фестиваль відбувається 6 серпня. Покровитель — San Sisto.

## Демографія
Населення за роками:

Станом на 1 січня 2023 року в муніципалітеті офіційно проживало 68 іноземців з 18 країн, серед них 24 громадяни країн Євросоюзу та 1 громадянин України.

## Сусідні муніципалітети
- Кастільйоне-ді-Гарфаньяна
- П'єве-Фошіана
- Сан-Романо-ін-Гарфаньяна
- Сіллано-Джункуньяно
- Вілла-Міноццо